# Kangerluarsoruseq
Kangerluarsoruseq (zastarale Kangerdluarssoruseq, dánsky Færingehavn, faersky Føroyingahavnin) je zaniklá osada v Grónsku v kraji Sermersooq. Nachází se asi 53 km jihovýchodně od Nuuku.

## Historie
Osada byla založena v roce 1927 faerskými rybáři jako Føroyingahavnin. Do roku 1990 sloužil jako rybářská stanice.[zdroj⁠?!] Kangerluarsoruseq zanikl v roce 2009.[zdroj⁠?!]